# Rään
Rään war eine Schweizer Popband aus dem Kanton Freiburg, die Lieder auf Senslerdeutsch sang. Der Name Rään ist Senslerdeutsch und bedeutet Regen.
Rään wurde 1994 von den Gebrüdern Cotting und René Burri gegründet. Ihr bekanntestes Album Frag nit wysoo (Frag nicht wieso) von 1997 war drei Wochen in den Schweizer Charts und erreichte den 27. Rang. Ihr letztes Album Auts u Nüüs (Altes und Neues) kam 2007 heraus. Die Band spielte 2023 zwei letzte Abschiedskonzerte im Rahmen des Bezirksmusikfestes in Düdingen und bestand zuletzt aus Erwin Cotting (Gesang, Gitarre), Hugo Cotting (Bass, Gesang), Gilbert Cotting (Schlagzeug), Eric Cotting (Keyboard), Heinrich Burri (Keyboard), Michael Thalmann (Perkussion) und Jonas Scheuner (Gitarre, Gesang).

## Diskografie
- A Hampfela Lyeder (1996)
- Frag nid wysoo (1997)
- Chopf oder Zaal (1999)
- Oberlann (2002)
- Auts u Nüüs 1 (2007)